# Backbone (Status Quo)
Backbone è il trentatreesimo album in studio del gruppo musicale britannico Status Quo, pubblicato il 6 settembre 2019.

## Il disco

### Concezione
Dopo la morte dello storico chitarrista Rick Parfitt avvenuta alla fine del 2016, gli Status Quo assumevano il giovane Richie Malone alla chitarra ritmica, dedicandosi prevalentemente all'attività concertistica.
Negli ultimi mesi del 2018, Francis Rossi, leader carismatico della band ed unico superstite della formazione originale degli anni sessanta, convocava gli altri componenti del gruppo presso i propri studi di registrazione nel Surrey, avendo già scritto dei nuovi pezzi e con delle idee per realizzare ulteriore materiale.
Il prodotto finale, pur fortemente influenzato dalla preponderante personalità di Rossi, fornisce cospicuo spazio anche alle individualità degli altri musicisti (tutti contribuiscono alla scrittura di almeno un brano) e riesce a ben coniugare il caratteristico lavoro ad intreccio tra le chitarre elettriche con la freschezza di nuove intuizioni e soluzioni sonore.

### Pubblicazione
Oltre all'edizione standard di 11 tracce, il prodotto viene pubblicato su altri supporti e formati, tra cui un'edizione in vinile nero 180g per collezionisti ed un box set (deluxe edition) contenente il CD con due bonus tracks, un CD con 10 tracce incise dal vivo nel 2016 ed una maglietta, nonché in digitale.

### Accoglienza
Grazie alla vivacità dei toni ed alla capacità di abbinare ispirate armonie all'esuberanza di ritmiche robuste e veloci, il lavoro viene accolto con ampi consensi dalla critica britannica, mentre il pubblico lo premia con il 6º posto nelle classifiche inglesi.
| Recensione   | Giudizio |
| ------------ | -------- |
| Classic Rock |          |

## Tracce

### Tracce CD Standard
1. Waiting for a Woman (Rossi/Young) – 4:28
2. Cut Me Some Slack (Rossi/Edwards) – 4:22
3. Liberty Lane (Rossi/Edwards) – 3:42
4. I See You're in Some Trouble (Rossi/Young) – 3:47
5. Backing Off (Rossi/Bown) – 4:12
6. I Wanna Run Away With You (Rossi/Young) – 3:23
7. Backbone (Rossi/Edwards) – 3:03
8. Better Take Care (John David) – 3:34
9. Falling Off the World (Leon Cave) – 3:29
10. Get Out of My Head (Richie Malone) – 3:24
11. Running Out of Time (Rossi/Bown) – 3:29

### CD1
1. Waiting for a Woman (Rossi/Young) – 4:28
2. Cut Me Some Slack (Rossi/Edwards) – 4:22
3. Liberty Lane (Rossi/Edwards) – 3:42
4. I See You Are in Some Trouble (Rossi/Young) – 3:47
5. Backing Off (Rossi/Bown) – 4:12
6. I Wanna Run Away With You (Rossi/Young) – 3:23
7. Backbone (Rossi/Edwards) – 3:03
8. Better Take Care (John David) – 3:34
9. Falling Off the World (Leon Cave) – 3:29
10. Get Out of My Head (Richie Malone) – 3:24
11. Running Out of Time (Rossi/Bown) – 3:29
12. Crazy Crazy (Rossi/Young) – 3:18
13. Face the Music (Richie Malone) – 3:27

### CD2
Live 2016
1. Caroline (Rossi/Young) – 6:39
2. Something 'Bout You Baby I Like (Richard Supa) – 2:18
3. In the Army Now (Bolland/Bolland) – 4:14
4. Proposin' Medley (Medley - autori vari) – 7:22
5. Hold You Back (Rossi/Parfitt/Young) – 4:41
6. Roll Over Lay Down (Rossi/Young/Parfitt/Lancaster/Coghlan) – 5:55
7. Down Down (Rossi/Young) – 6:52
8. Whatever You Want (Parfitt/Bown) – 5:10
9. Rockin' All Over the World (John Fogerty) – 3:59
10. Rock and Roll Music - Bye Bye Johnny (Berry) – 6:26

## Formazione
- Francis Rossi: chitarra solista,  voce
- Andy Bown: tastiere, cori
- John 'Rhino' Edwards: basso, cori
- Leon Cave: batteria,  percussioni
- Richie Malone: chitarra ritmica, voce